# ホジャー・グレイシー
ホジャー・グレイシー（Roger Gracie、1981年9月26日 - ）は、ブラジルの男性柔術家、総合格闘家。リオデジャネイロ州出身。イングランド・ロンドン在住。Evolve MMA所属。ホジャー・グレイシー柔術アカデミー主宰。ブラジリアン柔術四段。元ONE世界ライトヘビー級王者。
グレイシー柔術の始祖カーロス・グレイシーの娘、ヘイラ・グレイシーを母親に持つ。父親はブラジリアン柔術家のマウリシオ・ゴメス。
黒帯になってから柔術・グラップリングの大会で一本負けをしたことがない。また、トップクラスの柔術家の中でも一本勝ちが非常に多く2009年の世界選手権では階級、無差別級の全試合で一本勝ちを収め2005年のアブダビコンバットでは8試合中7試合が一本勝ちであった。

## 来歴
ホーウス・グレイシーの黒帯である父親マウリシオの影響もあり、幼少期より柔術に親しんだ。15歳でリオデジャネイロを離れサンタカタリーナ州で従兄弟達と練習を積む中で、「ファイターになり、絶対に負けない」と決意した。2002年のムンジアル茶帯無差別級でホナウド・ジャカレイを破って優勝し、黒帯を授与された。2003年にはイギリスで柔術普及に努めていた父親とともに、ロンドンで「ホジャー・グレイシー柔術アカデミー」を開いた。
2003年5月、アブダビコンバット99kg未満級において、1回戦で1998年の無差別級王者マリオ・スペーヒーに勝利するも、準決勝でユノラフ・エイネモにバックを奪われ敗退。3位決定戦ではシャンジ・ヒベイロに勝利した。
2003年7月、黒帯初のムンジアルではアブソルート（無差別）級にエントリー、決勝まで勝ち進むも、同門のマーシオ・クルーズに敗れ、準優勝に終わる。
2003年10月5日、PRIDE 武士道で行なわれた「日本vsグレイシー 5対5対抗戦」にセコンドとして来日。PRIDE参戦を希望していたが、PRIDEが消滅したために実現には至らず。
2004年7月のムンジアルでスペルペサード（-97kg）級で優勝を果たした。アブソルート級では決勝でジャカレイと再戦、リードを許した後腕ひしぎ十字固めでジャカレイの肘を脱臼させながら、最後は組み手を避けるジャカレイにポイント差で逃げ切られ、またも準優勝に終わった。ホジャーはこの結果について、レフェリーのミスジャッジと主張した。
2005年5月、アブダビコンバット99kg未満級において優勝を果たし、無差別級では青木真也、ファブリシオ・ヴェウドゥム、シャンジ、ジャカレイから全て一本勝ちし優勝を果たし、モスト・テクニカル・ファイター賞も受賞した。
2005年7月、ムンジアルでスペルペサード級を連覇、アブソルート級決勝では前年と同じ組み合わせとなった。試合はジャカレイに終了間際にテイクダウンを奪われ、3年連続で準優勝となった。
2006年4月、パンアメリカン柔術選手権（パンナム）に出場、スペルペサード級ではシャンジに敗れて準優勝であったが、同じ組み合わせだったアブソルート級決勝でシャンジに三角絞めを決め、リベンジを果たした。
2006年7月、ムンジアルでスペルペサード級を3連覇を達成。アブソルート級決勝でのシャンジ戦ではポイントでリードしながら終盤にテイクダウンで逆転を許し、4度目の準優勝となった。
2006年12月2日、カナダで開催されたBodogFightで総合格闘技デビューし、ロン・ウォーターマンと対戦。グラウンドに引き込んで、試合をコントロールし、腕ひしぎ十字固めで一本勝ち。なお、この試合は11月4日にドン・フライと対戦予定であったが、大会自体が延期になり、対戦相手も変更となった。
2007年5月6日、アブダビコンバットのスーパーファイトでユノラフ・エイネモと対戦、5-0で判定勝ち。
2007年8月、ムンジアルのアブソルート級で決勝で同門のホムロ・バハルに送り襟絞めで勝利し、黒帯無差別級で初優勝、5年越しの悲願を達成した。元々バハルは同門対決を避け勝利を譲ろうとしたが、ホジャーが「無差別級の優勝者は闘って決められるべきだ」と説得し、本気の勝負が行なわれた。またスペルペサード級でも4連覇を達成した。
2008年3月5日、戦極旗揚げ戦戦極 〜第一陣〜の会場にて戦極 〜第二陣〜への参戦が発表された。
2008年5月18日、戦極 〜第二陣〜で近藤有己と対戦し、チョークスリーパーで一本勝ち。
2008年6月、ムンジアルに出場。階級を上げたペサディシモ（+97kg）級では優勝を果たすも、アブソルート級ではシャンジに破れ、5度目の準優勝となった。
2008年9月28日、戦極 〜第五陣〜でトラビス・ビューと対戦予定であったが、肋間筋損傷により9月22日に欠場が発表された。正式な診断書などが提出されないなどの経緯などを踏まえ戦極は厳重な処罰なども検討した。
2009年6月、ムンジアルに出場。スペルペサード級とアブソルート級の両階級で優勝を果たした。
2009年11月20日のShoMMA: Strikeforce Challengersに参戦予定であったが、欠場となった。
2010年5月15日、Strikeforce初参戦となったStrikeforce: Heavy Artilleryにて、ケビン・ランデルマンと対戦。首相撲からの膝蹴りでダウンを奪うなど課題であった打撃面でも成長を見せ、最後はチョークスリーパーで一本勝ちを収めた。
2011年1月29日、Strikeforce: Diaz vs. Cyborgでトレヴァー・プラングリーと対戦し、チョークスリーパーで一本勝ち。総合格闘技4連勝となった。
2013年7月6日、UFC初参戦となったUFC 162でティム・ケネディと対戦し、0-3の判定負けを喫した。
2014年12月5日、ONE FC初参戦となったONE FC 23でジェームス・マクスウィーニーと対戦し、パウンドでTKO勝ちを収めた。
2016年5月6日、ONE世界ライトヘビー級王座決定戦でミカル・パスタルナックと対戦し、肩固めで一本勝ちを収め、王座獲得に成功した。

## 戦績

### 総合格闘技
| 総合格闘技 戦績 | 総合格闘技 戦績 | 総合格闘技 戦績 | 総合格闘技 戦績 | 総合格闘技 戦績 | 総合格闘技 戦績 | 総合格闘技 戦績 |
| --------------- | --------------- | --------------- | --------------- | --------------- | --------------- | --------------- |
| 10 試合         | (T)KO           | 一本            | 判定            | その他          | 引き分け        | 無効試合        |
| 8 勝            | 1               | 6               | 1               | 0               | 0               | 0               |
| 2 敗            | 1               | 0               | 1               | 0               | 0               | 0               |

| 勝敗 | 対戦相手                     | 試合結果                        | 大会名                                                                   | 開催年月日    |
| ○    | ミカル・パスタルナック       | 1R 2:13 肩固め                  | ONE Championship 42: Ascent to Power 【ONE世界ライトヘビー級王座決定戦】 | 2016年5月6日  |
| ○    | ジェームス・マクスウィーニー | 3R 3:15 TKO（パウンド）         | ONE FC 23: Warrior's Way                                                 | 2014年12月5日 |
| ×    | ティム・ケネディ             | 5分3R終了 判定0-3               | UFC 162: Silva vs. Weidman                                               | 2013年7月6日  |
| ○    | アンソニー・スミス           | 2R 3:16 肩固め                  | Strikeforce: Marquardt vs. Saffiedine                                    | 2013年1月12日 |
| ○    | キース・ジャーディン         | 5分3R終了 判定3-0               | Strikeforce: Rockhold vs. Kennedy                                        | 2012年7月14日 |
| ×    | キング・モー                 | 1R 4:33 KO（右フック→パウンド） | Strikeforce: Barnett vs. Kharitonov                                      | 2011年9月10日 |
| ○    | トレヴァー・プラングリー     | 1R 4:19 チョークスリーパー      | Strikeforce: Diaz vs. Cyborg                                             | 2011年1月29日 |
| ○    | ケビン・ランデルマン         | 2R 4:10 チョークスリーパー      | Strikeforce: Heavy Artillery                                             | 2010年5月15日 |
| ○    | 近藤有己                     | 1R 1:40 チョークスリーパー      | 戦極 〜第二陣〜                                                          | 2008年5月18日 |
| ○    | ロン・ウォーターマン         | 1R 3:38 腕ひしぎ十字固め        | BodogFight: USA vs. Russia                                               | 2006年12月2日 |

### グラップリング
| 勝敗 | 対戦相手                         | 試合結果                   | 大会名                              | 開催年月日     |
| ○    | マーカス・ブシェシャ・アルメイダ | バックチョーク             | Gracie Pro SUPERFIGHT               | 2017年         |
| ○    | ホドリゴ・メディロス             | アームバー                 | IBJJF Black Belt League Super Fight | 2015年         |
| △    | マーカス・ブシェシャ・アルメイダ | 20分終了 時間切れ          | Metamoris                           | 2012年10月14日 |
| ○    | ユノラフ・エイネモ               | 判定5-0                    | ADCC 2007                           | 2007年5月6日   |
| ○    | ホナウド・ジャカレイ             | チョークスリーパー         | ADCC 2005 【無差別級 決勝】         | 2005年5月29日  |
| ○    | シャンジ・ヒベイロ               | チョークスリーパー         | ADCC 2005 【無差別級 準決勝】       | 2005年5月29日  |
| ○    | ファブリシオ・ヴェウドゥム       | チョークスリーパー         | ADCC 2005 【無差別級 準々決勝】     | 2005年5月29日  |
| ○    | 青木真也                         | アキレス腱固め             | ADCC 2005 【無差別級 1回戦】        | 2005年5月29日  |
| ○    | アレッシャンドリ・カカレコ       | 判定（延長戦前に試合放棄） | ADCC 2005 【99kg未満級 決勝】       | 2005年5月29日  |
| ○    | シャンジ・ヒベイロ               | チョークスリーパー         | ADCC 2005 【99kg未満級 準決勝】     | 2005年5月28日  |
| ○    | エドゥアウド・テレス             | 腕ひしぎ十字固め           | ADCC 2005 【99kg未満級 準々決勝】   | 2005年5月28日  |
| ○    | ジャスティン・ガルシア           | チョークスリーパー         | ADCC 2005 【99kg未満級 1回戦】      | 2005年5月28日  |

## 獲得タイトル
- 第5回アブダビコンバット 99kg未満級 3位（2003年）
- 第6回アブダビコンバット 99kg未満級 優勝・無差別級 優勝（2005年）
- 世界柔術選手権 黒帯アブソルート級 準優勝（2003年）
- 世界柔術選手権 黒帯スペルペサード級 優勝・アブソルート級 準優勝（2004年）
- 世界柔術選手権 黒帯スペルペサード級 優勝・アブソルート級 準優勝（2005年）
- パンアメリカン柔術選手権 黒帯スペルペサード級 準優勝・アブソルート級 優勝（2006年）
- 世界柔術選手権 黒帯スペルペサード級 優勝・アブソルート級 準優勝（2006年）
- 世界柔術選手権 黒帯スペルペサード級 優勝・アブソルート級 優勝（2007年）
- 世界柔術選手権 黒帯ペサディシモ級 優勝・アブソルート級 準優勝（2008年）
- 世界柔術選手権 黒帯スペルペサード級 優勝・アブソルート級 優勝（2009年）
- 世界柔術選手権 黒帯スペルペサード級 優勝・アブソルート級 優勝（2010年）
- 初代ONE世界ライトヘビー級王座（2016年）